# Morituri te salutant

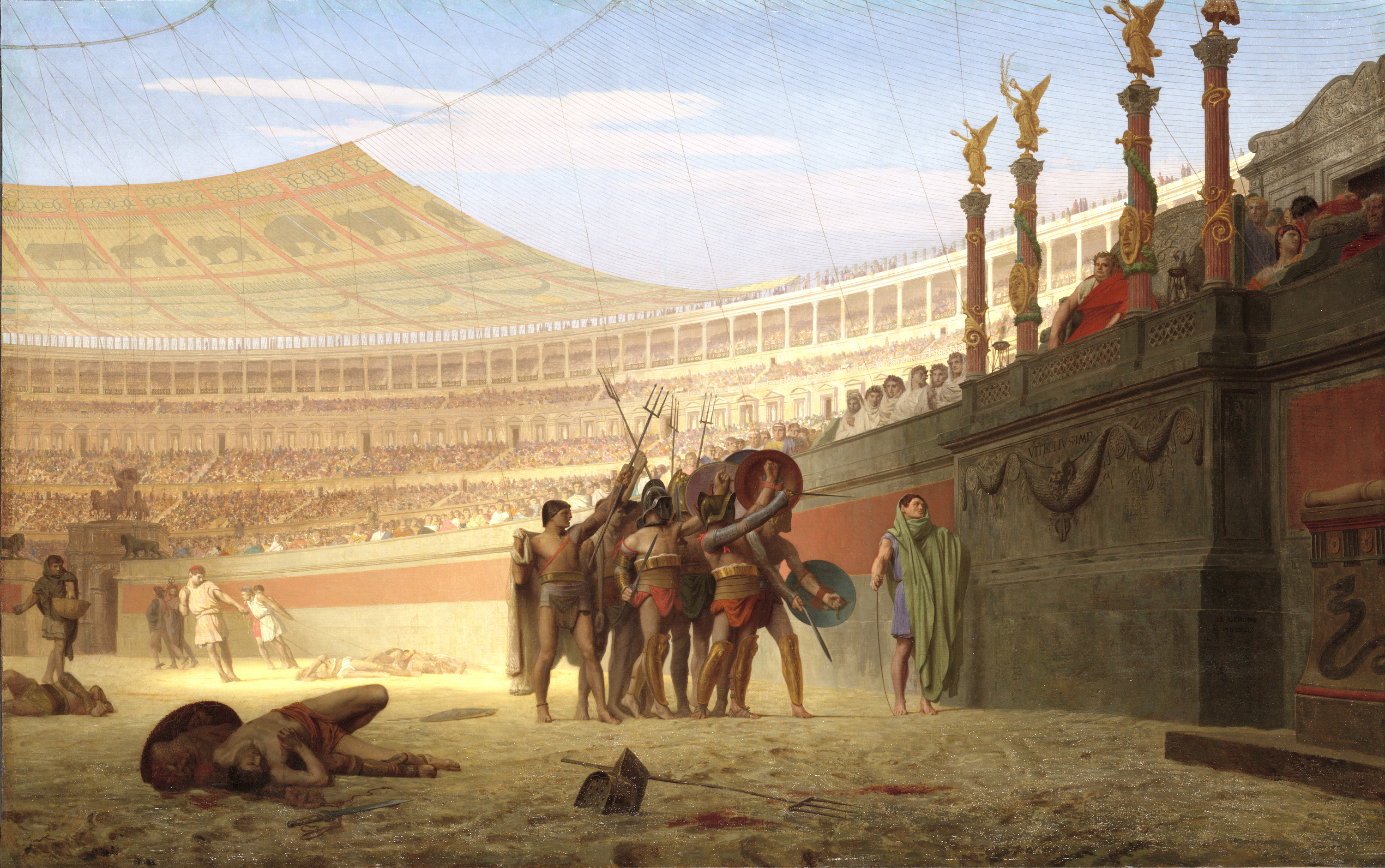
Jean-Léon Gérôme: Ave Caesar Morituri te Salutant (1859)

Morituri te salutant, celé rčení: Ave Caesar (imperator), morituri te salutant („Buď zdráv, Caesare (císaři), jdoucí na smrt tě zdraví“) je známé latinské rčení, domnělý pozdrav gladiátorů římskému císaři před gladiátorskými zápasy. 
Původně je věta zaznamenaná římským historikem Suetoniem v díle De vita Caesarum, „Životopisy dvanácti císařů“. Podle něj takto pozdravili císaře Claudia bojovníci, kteří šli roku 52 n. l. bojovat do námořní bitvy na (dnes vyschlém) Fucinském jezeře, která byla inscenována jako podívaná – naumachie. Císař prý odpověděl aut non („nebo ne“), což si vyložili jako milost a museli být pak do bojů donuceni. Větu v souvislosti s touto událostí později cituje i Tacitus a řecky píšící Cassius Dio.
V moderní době vznikla domněnka, že to byl obvyklý pozdrav gladiátorů nastupujících do arény. Tacitus i Cassius Dio však uvádí, že bojovníci v Claudiem pořádané naumachii byli zločinci odsouzení na smrt a chybí jiný antický doklad užívání této fráze.
Věta začíná pozdravem ave nebo have, používaným vojáky, následuje titul caesar či imperátor. Slovo morituri je tvar deponentního slovesa morior, „zemřít“, příčestí budoucí (participium futura), které vyjadřuje zamýšlený děj, odhodlání, vůli, tedy moriturus znamená „ten, co je odhodlaný zemřít“, „ten, co je předurčený k smrti“.